# Ulrich Mühe
Ulrich Mühe, né le 20 juin 1953 à Grimma (Saxe, alors en RDA) et mort le 22 juillet 2007 à Walbeck (Saxe-Anhalt), est un acteur allemand.

## Biographie

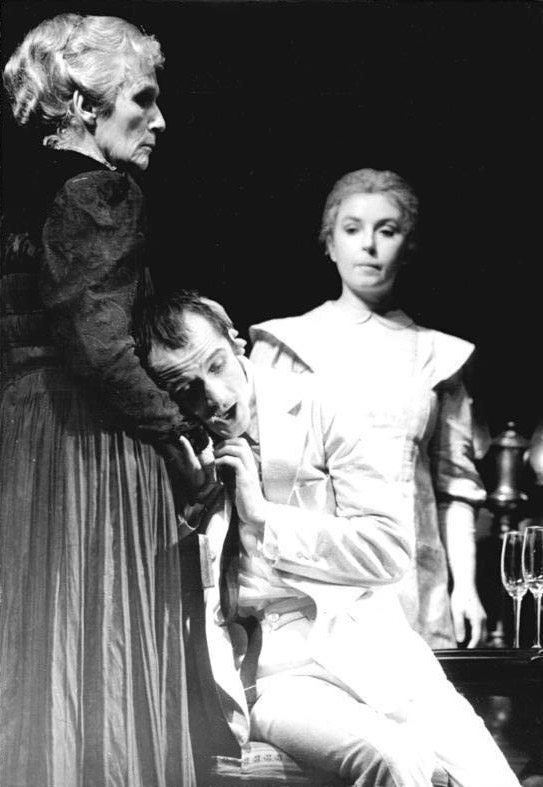
Ulrich Mühe au théâtre à Berlin en 1983.

Après son service militaire, Ulrich Mühe suit des cours à l’école de théâtre « Hans Otto » de Leipzig à partir de 1975, et ce jusqu'en 1979. Après ses études, Mühe est engagé au « Städtisches Theater » de Karl-Marx-Stadt (actuelle Chemnitz). Puis en 1982, il est invité par Heiner Müller à rejoindre sa troupe à Berlin. En 1983, il rejoint le Théâtre National de Berlin, où il convainc les spectateurs, dans des rôles comme Egmont de Goethe en 1986, Philotas ou le patriarche de Nathan le sage de Lessing en 1988. Il se distingue en particulier dans le rôle d'Hamlet mis en scène par Heiner Müller en 1989.
Depuis 1983, Mühe a joué dans divers films et téléfilms. Il incarne notamment Theodor Lohse dans Das Spinnennetz (La Toile d'araignée), film dénonçant le conformisme et l'arrivisme meurtrier des dirigeants du parti nazi.
Militant actif de la fin du régime de la RDA, il fut l'un des organisateurs de la manifestation du 4 novembre 1989 sur l'Alexanderplatz de Berlin.
Marié en secondes noces, de 1984 à 1990, à la comédienne Jenny Gröllmann avec laquelle il eut son troisième enfant, l'actrice Anna Maria Mühe, Ulrich Mühe épouse ensuite une autre comédienne, Susanne Lothar (1960-2012). Il vécut avec elle et leurs deux enfants Sophie Marie et Jacob à Berlin.

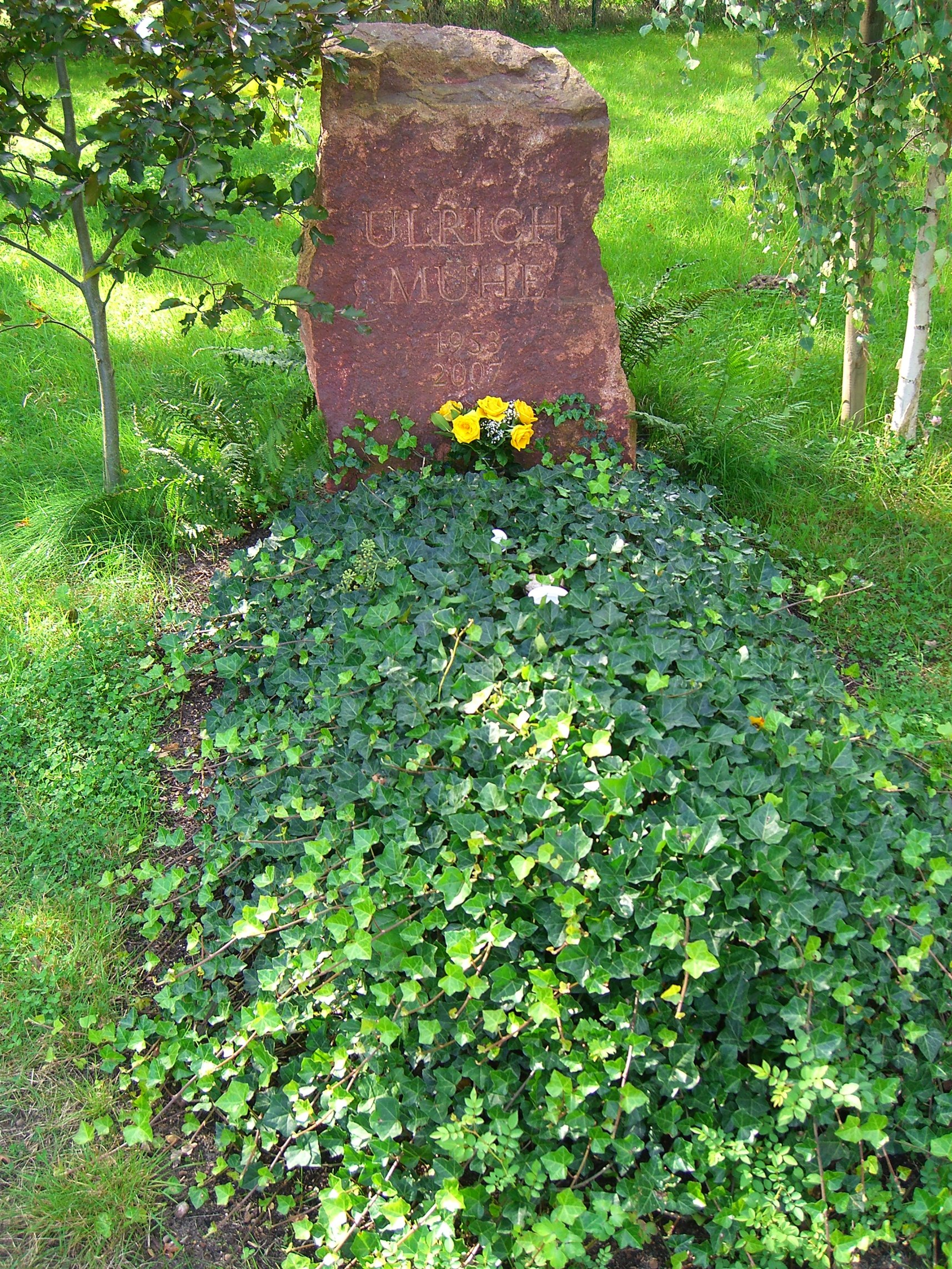
Tombe d'Ulrich Mühe au cimetière de Walbeck (Saxe-Anhalt).

Au cinéma, aux côtés de son épouse Susanne Lothar, il joue dans Le Château (1996) et dans Funny Games (1997). En 2001, il est le terrible docteur toxicomane nazi inspiré de Mengele dans le Amen. de Costa-Gavras.
En 2006, il incarne un agent de la Stasi, Gerd Wiesler, dans La Vie des autres de Florian Henckel von Donnersmarck. Ce film, très grand succès public et critique, constitue sa consécration mondiale. Ce rôle lui vaut le prix du meilleur acteur principal du film allemand et le prix du meilleur acteur du film européen en 2006, ainsi que le prix Goldene Henne (La Poule d'Or). À l'occasion d'entretiens sur le film, il a évoqué les contacts informels qu'aurait eus sa deuxième épouse Jenny Gröllmann avec la Stasi. Celle-ci a porté plainte devant le tribunal régional de Berlin contre l'éditeur du recueil d'entretiens et contre Mühe lui-même. Lors du procès, elle témoigne sous serment qu'elle n’a jamais collaboré en connaissance de cause avec le ministère de la sûreté de l'État. Faute de preuve du contraire, la cour se prononce en faveur de Jenny Gröllmann et interdit la diffusion de l'ouvrage. L'appel de Mühe sera rejeté par la cour.
Peu après la remise des Oscars en mars 2007, il est opéré à cause d'un cancer de l'estomac. Il meurt des suites de la maladie le 22 juillet dans sa résidence d'été à Walbeck (Saxe-Anhalt) et il est enterré dans cette ville le 25 juillet.

## Filmographie
- 1984 : Die Poggenpuhls
- 1984 : Hälfte des Lebens
- 1985 : Die Frau und der Fremde de Rainer Simon : un révolutionnaire
- 1986 : Das Buschgespenst
- 1987 : Sansibar oder der letzte Grund de Bernhard Wicki
- 1988 : Späte Ankunft
- 1989 : La Toile d'araignée de Bernhard Wicki : : Theodor Lohse
- 1989 : Die gläserne Fackel
- 1989 : Hard Days - Hard Nights
- 1989 : Sehnsucht
- 1990 : Der kleine Herr Friedemann
- 1991 : Schtonk ! de Helmut Dietl : Dr Wieland
- 1991 : Ende der Unschuld de Wolfgang Menge et Frank Beyer
- 1991 : "Jugend ohne Gott (1991)" de  	Michael Knof
- 1992 : Benny's Video de Michael Haneke : le père
- 1992 : Wehner - die unerzählte Geschichte de Heinrich Breloer
- 1992 : Einfach raus
- 1995 : Nikolaikirche de Frank Beyer
- 1995 : Tödliches Schweigen
- 1996 : Rennschwein Rudi Rüssel de Peter Timm
- 1997 : Le Château (Das Schloß) de Michael Haneke : K.
- 1997 : Peanuts – die Bank zahlt alles
- 1997 : Sieben Monde
- 1997 : Funny Games de Michael Haneke : Georg
- 1997 : Der Blaue
- 1997 : Todesengel
- 1998-2007 : Le Dernier Témoin (Der letzte Zeuge), série télévisée de 26 épisodes : Dr Robert Kolmaar, médecin légiste
- 1999 : Straight Shooter
- 2000 : Goebbels und Geduldig
- 2002 : Amen. (Der Stellvertreter) de Costa-Gavras, d'après le roman Le Vicaire de Rolf Hochhuth : le docteur
- 2002 : Im Schatten der Macht d'Oliver Storz : Günther Gaus
- 2002 : Hunger auf Leben
- 2003 : Alles Samba
- 2003 : Spy Sorge de Masahiro Shinoda : Eugen Ott
- 2004 : Hamlet X de Herbert Fritsch : Claudius Müller
- 2005 : Pays de neige (Schneeland) de Hans W. Geißendörfer : Knövel
- 2006 : La Vie des autres (Das Leben der Anderen) de Florian Henckel von Donnersmarck : Gerd Wiesler
- 2006 : Peer Gynt de Uwe Janson
- 2007 : Mon Führer : La Vraie Véritable Histoire d'Adolf Hitler (Mein Führer - Die wirklich wahrste Wahrheit über Adolf Hitler) de Dani Levy : Adolf Israel Grünbaum
- 2007 : Verwehte de Tobias Dörr (court-métrage)
- 2010 : Nemesis (de) de Nicole Mosleh